# شارع الفضل

شارع منطقة الفضل سمي بشارع الفضل نسبة إلى جامع الفضل الكبير والذي يتوسط منطقة الفضل وتعتبر من أهم وأقدم مناطق العاصمة بغداد وتقع في قلب العاصمة شهدت منطقة الفضل معارك عنيفة ضد الاحتلال الأمريكي تمتاز المنطقة بطابعها الشعبي تخرج منها عدد كبير من المثقفين والوزراء والعلماء منذ تأسيس الدولة العراقية ويمتاز سكان هذه المنطقة بلهجتهم البغدادية المميزة وأغلب سكانها من العزة وتسمى بمحلة العزة أيضا وتقع في وسط بغداد تعتبر الفضل الشريان الحيوي للعاصمة حيث يقع بقربها شارع الرشيد ووالبنك المركزي العراقي وشارع الكفاح.